# Hauenstein-Ifenthal
Hauenstein-Ifenthal és un municipi del cantó de Solothurn (Suïssa), situat al districte de Gösgen.

## Referències

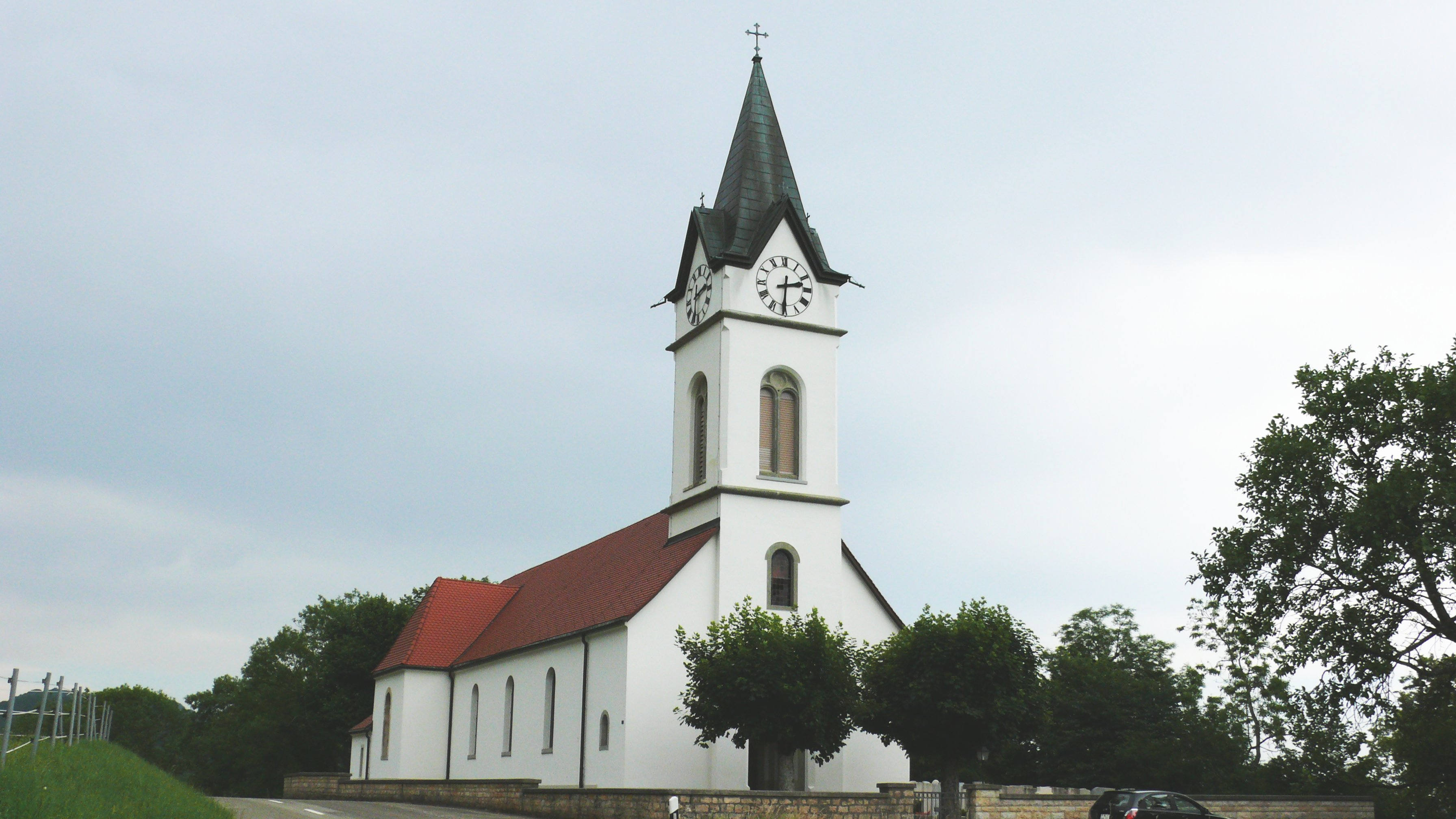
Església